# Биљевец
Биљевец је насељено место у саставу општине Марушевец у Вараждинској жупанији, Хрватска. До територијалне реорганизације у Хрватској налазио се у саставу старе општине Иванец.

## Становништво
На попису становништва 2011. године, Биљевец је имао 258 становника.

## Попис1991.
На попису становништва 1991. године, насељено место Биљевец је имало 267 становника, следећег националног састава:
| Попис 1991.‍ | Попис 1991.‍ | Попис 1991.‍ | Попис 1991.‍ | Попис 1991.‍ |
| ----------- | ----------- | ----------- | ----------- | ----------- |
|             |             |             |             |             |
| Хрвати      | Хрвати      |             | 266         | 99,62%      |
| непознато   | непознато   |             | 1           | 0,37%       |
| укупно: 267 |             |             |             |             |